# Kiss Csaba (vízilabdázó, 1978)
Kiss Csaba (Szeged, 1978. június 6. –) Európa-bajnok és világbajnoki ezüstérmes vízilabdázó.

## Pályafutása
Szülővárosában, Szegeden kezdett vízilabdázni 1988-ban. 1995-ben lett tagja az ifi-válogatottnak, még ebben az évben ezüstérmet szereztek az ifjúsági Európa-bajnokságon. 1996-ban junior Eb-ezüstérmes kett, klubjával pedig bejut a LEN-kupa döntőjébe. 1997-ben junior világbajnoki második helyezett lett. Ekkor, 1997-ben hívja meg Kemény Dénes a felnőtt válogatottba, mellyel 1999-ben Európa-bajnok Firenzében lett. 1998-ban a Ferencváros csapatához igazolt, 2000-ben magyar bajnok lett a csapattal. A következő idénytől a spanyol CN Sabadell játékosa. 2001-ben bronzérmet szerez a válogatottal az Eb-n. 2002-ben csapatával megnyerik a Spanyol Szuperkupát és másodikok a spanyol bajnokságban. A válogatottal bejut a Világliga döntőjébe. 2003-ban csapatával a KEK elődöntőjéig jut, illetve újra spanyol bajnoki ezüstérmet szerez. A válogatottal újra Európa-bajnoki bronzérmes. 2004 júniusában a Gerendás György által irányított ZF-Eger-be igazol. 2004-ben és 2005-ben bejutnak a Magyar Kupa döntőjébe. Ugyanebben az évben legnagyobb válogatottbeli sikerét aratja, ezüstérmet szerez a montreal-i világbajnokságon és bejutnak a Világliga döntőjébe is. 2006-ban újra Világkupa-döntős a válogatottal. 2007-ben az Egerrel megnyeri a Magyar Kupát, 2008-ban ezüstérmesek a magyar bajnokságban és a LEN-kupában egyaránt. 2010 óta ismét a Szeged játékosa, az elmúlt négy szezonban minden évben magyar bajnoki bronzérmes.

## Sikerei, díjai
- Faragó-Kupa díj (1996)
- Az év utánpótlás-játékosa (1997)

## Eredményei

### Válogatottként
Válogatottság: 136 (2008.február 24-ig)
- Világbajnokság-2. (2005)
- Világkupa-2. (2002) (2006)
- Világliga-2. (2007)(2005)
- Világliga-3. (2002)
- Európa-bajnok (1999)
- Eb-3. (2001) (2003)
- Unicum Kupa-győztes (1999) (2002) (2003) (2005) (2006) (2007)
- Volvo Kupa győztes (2007) (2008)

### Klubszinten
- LEN-kupa-2. (1996)
- KEK elődöntő (2003)

- Magyar bajnokság
  - aranyérmes: 2000
  - ezüstérmes: 2008
  - bronzérmes: 2010, 2011, 2012, 2013, 2014
- Magyar Kupa
  - győztes (2007, 2008, 2011)
- Magyar Kupa-2. (2004, 2005)
- Spanyol Szuperkupa-győztes (2002)
- Spanyol bajnoki-2. (2002), (2003)

## Családja
Nős, felesége Renáta. Egy lánya és egy fia van, Írisz (2011) és Örs (2019).